# John Cromwell
John Cromwell, pseudoniem van Elwood Dager Cromwell, (Toledo (Ohio), 23 december 1887 - Santa Barbara (Californië), 26 september 1979) was een Amerikaans filmregisseur en acteur.

## Leven en werk

### Eerste stappen in de toneelwereld
Cromwell acteerde reeds in zijn tienerjaren. In 1910 trok hij naar New York. Twee jaar later maakte hij zijn Broadwaydebuut in de toneeladaptatie van de roman Little Women van Louisa May Alcott. Hij sloot zich aan bij de New York Repertory Company en nam de voornaam John aan. Little Women sloeg zo aan dat hij in 1913 reeds het vertrouwen kreeg om ook te regisseren. Enkele jaren later vertolkte hij rollen in twee stukken van George Bernard Shaw. In 1927 speelde hij in het misdaaddrama The Racket naast Edward G. Robinson. Het stuk had zo'n succes dat het toneelgezelschap het jaar daarop op tournee vertrok en ook Los Angeles aandeed. Cromwell kon er een contract als acteur en regieassistent afsluiten met Paramount Pictures.

### Debuut in de filmwereld
Nadat hij in 1928 naar Los Angeles was verhuisd debuteerde hij in de filmwereld eerst als acteur, in de komische film The Dummy (1929). Datzelfde jaar mocht hij de musicalfilms Close Harmony en The Dance of Life samen met A. Edward Sutherland draaien. Hij deed dat zo goed dat hij de volgende film The Mighty alleen mocht regisseren.

### Jaren dertig: veelfilmer
In de jaren dertig bekwaamde Cromwell zich vooral in het verfilmen van Engelse en Amerikaanse literatuur. Zijn eerste filmadaptatie van een roman betrof Tom Sawyer (1930). De titelrol in deze eerste spreekfilmversie van Mark Twains De Lotgevallen van Tom Sawyer werd gespeeld door kindacteur (The Kid) Jackie Coogan en werd in 1930 de grootste kaskraker in de Verenigde Staten. Hij leverde eveneens de eerste spreekfilmversie af van Little Lord Fauntleroy (Frances Hodgson Burnett), van The Prisoner of Zenda (Anthony Hope) en van Dombey and Son (Charles Dickens). Dombey and Son werd verfilmd onder de titel Rich Man's Folly (1931). In het familiedrama Little Lord Fauntleroy (1936) regisseerde hij twee andere kindsterren, Freddie Bartholomew en Mickey Rooney. De avontuurlijke mantel- en degenfilm The Prisoner of Zenda (1937) kreeg 2 Oscarnominaties en werd in 1991 opgenomen in de National Film Registry. De film luidde Cromwells topperiode in.
Daarnaast verwezenlijkte hij ook het romantische drama Ann Vickers (1933) naar de gelijknamige roman van Sinclair Lewis waarin sociaal werkster Irene Dunne zich ontpopte tot een gevangenishervormster die verliefd wordt op een oudere vooruitstrevende rechter. Het stevige drama Of Human Bondage (1934), naar de gelijknamige roman van William Somerset Maugham, bood Bette Davis de kans om met glans een antipathieke vrouw te spelen. Zo scoorde ze voor het eerst hoog bij de filmcritici. Deze twee laatste films hadden af te rekenen met censuuringrepen vanwege de Hays Code.
Vermeldenswaardige films uit de jaren dertig waren ook nog de romantische komedie I Dream Too Much (1935) waarin Henry Fonda en Lucille Ball hun eerste belangrijke rol speelden en het drama Algiers (1938). Algiers was een remake van de Franse misdaadfilm Pépé le Moko (1937). De Frans-Amerikaanse acteur Charles Boyer nam de (titel)rol van Jean Gabin over, naast Hedy Lamarr in haar Hollywooddebuut.

### Jaren veertig: oorlogsdrama's en films noirs
Midden in de Tweede Wereldoorlog bracht hij in het oorlogsdrama So Ends Our Night (1941) het spannende verhaal van drie mensen zonder papieren op de vlucht voor de nazi's. Drie jaar later was zijn tweede Tweede Wereldoorlogsdrama, het prestigieuze en epische Since You Went Away (1944), een commerciële voltreffer. De film sloeg ook aan bij de critici en werd bedacht met 9 Oscarnominaties. Enkel Max Steiner sleepte zijn Oscar (voor de Beste Originele Muziek) in de wacht.
Dead Reckoning (1947) betekende een koerswijziging in het oeuvre van Cromwell. Hij leverde een film noir af waarin Humphrey Bogart af te rekenen had met femme fatale Lizabeth Scott in een van haar allereerste rollen. Caged (1950) was ook een film noir, maar dan vermomd als vrouwengevangenisdrama. Het drama The Company She Keeps (1951) hernam de locatie en de thematiek van Caged en focuste op de relatie tussen reclasseringsambtenaar Lizabeth Scott en ex-gevangene Jane Greer. Zijn volgende film noir, het gangsterdrama The Racket (1951), was gebaseerd op het toneelstuk dat in 1927-1928 zijn Hollywoodcarrière hielp lanceren. Het was opnieuw een film noir met Lizabeth Scott als de bloedmooie nachtclubzangeres die politieofficier Robert Mitchum met haar moedige getuigenis tegen gangster en afperser Robert Ryan moet helpen een einde te maken aan de corruptie in de stad.

### Jaren vijftig: slachtoffer van het Mccarthyisme
De opkomst van het Mccarthyisme maakte een einde aan Cromwells topperiode. Filmproducent Howard Hughes beschuldigde hem ervan een communist te zijn. Zo kwam zijn naam in 1951 op de zwarte lijst van Hollywood en zag hij zich verplicht Hollywood te verlaten. Hij keerde daarop meer dan ooit terug naar de toneelwereld waar hij altijd was blijven optreden. In 1952 werd hij bedacht met de Tony Award voor beste acteur in een bijrol in het toneelstuk Point of No Return, naast Henry Fonda.
In 1958 werd zijn naam van de lijst gehaald en hij draaide The Goddess, een drama, naar een scenario van Paddy Chayefsky, dat losjes was gebaseerd op het bewogen leven van Marilyn Monroe. Zijn laatste twee films nam hij in het buitenland op: The Scavengers (1959) op de Filipijnen en A Matter of Morals (1961) in Zweden waar hij de gelegenheid had om met enkele Ingmar Bergman-actrices te werken.

### Acteur tot op hoge leeftijd
Cromwell was tot op hoge leeftijd actief op het podium. Hij verscheen, na vele jaren, opnieuw als filmacteur en dit in twee films van Robert Altman. Vooral zijn rol als stokoude seniele bisschop in de satirische komedie A Wedding (1978) werd fel opgemerkt.
Tussen 1944 en 1946 was hij ook president van de Directors Guild of America. In die hoedanigheid presenteerde hij samen met Bob Hope de ceremonie van de 17de Oscaruitreiking (15 maart 1945).

### Privéleven
Cromwell was vier keer getrouwd. Met actrice Kay Johnson, zijn derde vrouw, was hij samen van 1928 tot 1946. Ze speelde mee in een aantal van zijn films. Met haar kreeg hij twee zonen van wie een de acteur James Cromwell is. In 1946 trouwde hij voor de vierde keer met actrice Ruth Nelson. Het koppel bleef samen tot aan zijn overlijden.
In 1979 overleed Cromwell op 91-jarige leeftijd in Santa Barbara.

## Filmografie

### Regisseur
- 1929:
  - Close Harmony (in coregie met A. Edward Sutherland)
  - The Dance of Life (in coregie met A. Edward Sutherland)
  - The Mighty
- 1930:
  - Street of Chance
  - The Texan
  - For the Defense
  - Tom Sawyer
- 1931:
  - Scandal Sheet
  - Unfaithful
  - The Vice Squad
  - Rich Man's Folly
- 1932: World and the Flesh
- 1933:
  - Sweepings
  - The Silver Cord
  - Double Harness
  - Ann Vickers
- 1934:
  - Spitfire
  - This Man Is Mine
  - Of Human Bondage
  - The Fountain
- 1935:
  - Village Tale
  - Jalna
  - I Dream Too Much
- 1936:
  - Little Lord Fauntleroy
  - To Mary - with Love
  - Banjo on My Knee
- 1937: The Prisoner of Zenda
- 1938: Algiers
- 1939:
  - In Name Only
  - Made for Each Other
- 1940:
  - Abe Lincoln in Illinois
  - Victory
- 1941: So Ends Our Night
- 1942: Son of Fury: The Story of Benjamin Blake
- 1944: Since You Went Away
- 1945:
  - The Enchanted Cottage
  - Watchtower Over Tomorrow
- 1946: Anna and the King of Siam
- 1947: Dead Reckoning
- 1948: Night Song
- 1950: Caged
- 1951:
  - The Company She Keeps
  - The Racket
- 1958: The Goddess
- 1959: The Scavengers
- 1961: A Matter of Morals

### Acteur
- 1929: The Dummy (Robert Milton)
- 1929: The Dance of Life (John Cromwell)
- 1929: The Mighty (John Cromwell)
- 1930: Street of Chance (John Cromwell)
- 1930: For the Defense (John Cromwell)
- 1940: Abe Lincoln in Illinois (John Cromwell)
- 1951: The Company She Keeps (John Cromwell)
- 1957: Top Secret Affair (H. C. Potter)
- 1977: 3 Women (Robert Altman)
- 1978: A Wedding (Robert Altman)